# Vermont (Illinois)
Vermont és una població dels Estats Units a l'estat d'Illinois. Segons el cens del 2000 tenia 792 habitants.

## Demografia
Segons el cens del 2000, Vermont tenia 792 habitants, 312 habitatges, i 219 famílies. La densitat de població era de 242,7 habitants/km².
Dels 312 habitatges en un 33% hi vivien nens de menys de 18 anys, en un 57,7% hi vivien parelles casades, en un 7,1% dones solteres, i en un 29,8% no eren unitats familiars. En el 26,9% dels habitatges hi vivien persones soles el 14,7% de les quals corresponia a persones de 65 anys o més que vivien soles. El nombre mitjà de persones vivint en cada habitatge era de 2,54 i el nombre mitjà de persones que vivien en cada família era de 3,01.
Per edats la població es repartia de la següent manera: un 27,8% tenia menys de 18 anys, un 8% entre 18 i 24, un 26,4% entre 25 i 44, un 22,3% de 45 a 60 i un 15,5% 65 anys o més.
L'edat mediana era de 36 anys. Per cada 100 dones de 18 o més anys hi havia 102,1 homes.
La renda mediana per habitatge era de 29.375 $ i la renda mediana per família de 33.646 $. Els homes tenien una renda mediana de 23.036 $ mentre que les dones 19.318 $. La renda per capita de la població era de 13.333 $. Aproximadament el 10,2% de les famílies i el 14,2% de la població estaven per davall del llindar de pobresa.

## Poblacions més properes
El següent diagrama mostra les poblacions més properes.